# Медиум (сериал)
„Медиум“ (на английски: Medium) е американски свръхестествен драматичен сериал, чиято премиера е на 3 януари 2005 г. по NBC. Главната героиня е медиум на име Алисън Дюбоа (Патриша Аркет), която работи за полицията на Финикс, Аризона.
На 15 ноември след намалянето на епизодите от 22 на 13, Патриша Аркет разкрива, че сериалът е прекратен, но ще има време да бъде завършен както трябва. На 18 ноември CBS официално спира „Медиум“.

## „Медиум“ в България
В България премиерите на сериала се излъчват по Hallmark Channel със субтитри на български.
Повторенията, които са с дублаж на български, се излъчват по TV7. След първите четири сезона, пети е излъчен през 2010 г. На 3 юли 2012 г. започва шести сезон. Ролите се озвучават от артистите Силвия Русинова, Милена Живкова, Татяна Захова от първи до четвърти сезон, Николай Николов, Борис Чернев от първи до четвърти, Георги Георгиев-Гого от пети и Васил Бинев.